# Подгорцы (Ровненская область)
Подгорцы (укр. Підгірці) — село в Дядьковичской сельской общине Ровненского района Ровненской области Украины.
Население по переписи 2001 года составляло 92 человека. Почтовый индекс — 35362. Телефонный код — 362. Код КОАТУУ — 5624686708.